# Luke Cage (phim truyền hình)
Marvel's Luke Cage là một bộ phim truyền hình của Mỹ được sản xuất bởi Cheo Hodari Coker cho dịch vụ phát trực tuyến Netflix, dựa trên nhân vật cùng tên trong Marvel Comics. Bộ phim lấy bối cảnh trong Vũ trụ Điện ảnh Marvel (MCU), và là loạt phim Marvel Netflix thứ ba dẫn đến miniseries chéo The Defenders. Loạt phim được sản xuất bởi Marvel Television cùng ABC Studios, với Coker có vai trò là nhà sản xuất phim truyền hình.
Mike Colter đóng vai Luke Cage, một cựu tù nhân với sức mạnh siêu phàm và làn da không thể phá hủy, hiện đang chiến đấu chống lại tội phạm và tham nhũng. Simone Missick, Theo Rossi, Rosario Dawson và Alfre Woodard cũng đóng vai chính, với Mahershala Ali và Erik LaRay Harvey tham gia cùng họ trong phần một, và Mustafa Shakir và Gabrielle Dennis tham gia phần hai. Quá trình phát triển loạt phim bắt đầu vào cuối năm 2013. Colter được chọn vào vai Cage vào tháng 12 năm 2014, xuất hiện trong loạt phim Jessica Jones trước khi đóng vai chính trong loạt phim của riêng mình. Coker đã được thuê làm nhà sản xuất phim truyền hình vào tháng 3 năm 2015 và tập trung vào các chủ đề về chủng tộc và văn hóa da đen với thể loại blaxploitation Viễn Tây đương đại. Quá trình quay phim cho loạt phim nhằm tái tạo lại văn hóa và bầu không khí độc đáo của Harlem, diễn ra tại Thành phố New York. Bộ phim có sự góp mặt của nhiều khách mời âm nhạc cũng như bản nhạc "hip-hop thập niên 90" của Adrian Younge và Ali Shaheed Muhammad.
Phần đầu tiên được phát hành toàn bộ trên Netflix vào ngày 30 tháng 9 năm 2016, tiếp theo là phần thứ hai vào ngày 22 tháng 6 năm 2018. Loạt phim đã nhận được những đánh giá tích cực và nhận được nhiều giải thưởng bao gồm Giải Emmy về Nghệ thuật Sáng tạo Primetime. Sau những khác biệt về sự sáng tạo trong quá trình phát triển phần thứ ba, Netflix đã hủy bỏ Luke Cage vào ngày 19 tháng 10 năm 2018; tất cả loạt phim Marvel Netflix đã bị xóa khỏi Netflix vào ngày 1 tháng 3 năm 2022, sau khi Disney mua lại giấy phép của loạt phim. Disney bắt đầu phát trực tuyến loạt phim trên Disney+ từ ngày 16 tháng 3.